# Fermentació alcalina
La fermentació alcalina és un procés de fermentació caracteritzat per una pujada de pH a causa de l'alliberació d'amoníac produïda per bacteris del gènere Bacillus spp., Aspergillus spp. o Staphylococcus coagulasa negativa que proteolitzen les proteïnes que es troben en el substrat en aminoàcids i pèptids.
Durant la fermentació alcalina la població bacteriana encarregada del procés és troba conformada principalment per Bacillus subtilis, un bacteri grampositiu aeròbic, que transforma els compostos nitrogenats produint amoníac. Altres bacils importants pel procés són: Bacillus licheniformis i Bacillus pumilus.
Els bacils tenen la capacitat de produir una proteïna extracel·lular capaç d’hidrolitzar les proteïnes del medi en aminoàcids i pèptids. Durant aquest procés, l'amoníac es desprèn i, a causa d’això, augmenta el pH del medi a valors superiors a 7. Al mateix temps, aquest amoníac atorga un sabor característic i pungent a l'aliment resultant.

## Objectius de la fermentació
Com tots els processos de fermentació, la fermentació alcalina es va desenvolupar amb uns objectius determinats. Entre aquests, es troba preservar l’aliment gràcies a les condicions d’alcalinitat a les quals se’l sotmet, impedint el creixement de microorganismes patògens; variació en el sabor causada per l’alliberació d'amoníac que atorga un fort sabor pungent; convertir aliments no aptes pel consum en menjar assimilable per l’organisme gràcies a la hidròlisi de certs components com les proteïnes o els lípids i eliminant els components antinutricionals; eliminar components tòxics com en el cas del dawadawa amb els àcids oxàlic, fític i cianhídric; millorar la qualitat nutricional dels aliments fermentats ja que pot donar-se un augment en la digestibilitat causada per una extensa hidròlisi dels components inicials de l’aliment.
Entre d'altres, cal destacar que el contingut de vitamina B12 dels aliments fermentats d’aquesta manera augmenta considerablement en comparació a l’aliment fresc del qual han derivat.  

## Transformacions de la fermentació alcalina

### Nutrients
Al patir el procés de fermentació alcalina, els aliments pateixen els següents canvis:
- Glúcids: Els carbohidrats es troben principalment en les llavors que s'empren com a substrat de la fermentació. Aquests, a més, acostumen a ser oligosacàrids no digeribles que causen distensió abdominal i flatulències com la estaquiosa, rafinosa, sacarosa i arabinogalactà. Durant la fermentació, els bacils produeixen enzims com l'amilasa o la galactosidasa que hidrolitzen aquests oligosacàrids en els seus monòmers. Això provoca una millora en la textura del producte, la seva digestió i es redueix el contingut en sucres perquè part dels monosacàrids que es formen es consumeixen pels microorganismes ja que passen a ser la seva font de carboni principal.
- Lípids: Els lípids pateixen canvis tant en contingut com en composició. Els principals gèneres bacterians implicats són: Staphylococcus, Leuconostoc i Bacillus. Aquests bacteris presenten activitat lipolítica, és a dir, són capaços de fer enzims que trenquen els lípids. Així mateix, l’activitat lipolítica dels diferents microorganismes no és la mateixa, donant com a producte final un ventall ampli de lípids diferents. Entre d’ells, es pot trobar els àcids grassos linoleics i oleics que tenen valors nutritius importants.
- Proteïnes: Els substrats que s'empren en aquests tipus de fermentació contenen una gran proporció proteica en la seva composició. Els encarregats de la proteòlisi són principalment els bacils que alliberen aminoàcids i augmenten el contingut de nitrogen soluble en forma d’amoníac. La producció d’aquest amoníac, al seu torn, basidifica el medi augmentant el seu pH i dona un sabor fort característic a l’aliment.
- Components aromàtics volàtils: La fermentació alcalina va acompanyada de la formació de diferents compostos aromàtics volàtils produïts pels bacils. Els compostos clau són, entre d'altres, la pirazina, aldehids, cetones, èsters i alcohols. La calor durant la fermentació afavoreix l’aparició de diferents compostos aromàtics addicionals.[4]

### Canvis físics
La fermentació alcalina no només produeix canvis en quant a la composició nutricional dels aliments, sinó que també presenta efectes de textura. Normalment, la textura dels aliments se suavitza gràcies als enzims que hidrolitzen els components de l’aliment. El canvi de color també és un tret característic gràcies a reaccions de coloració com la reacció de Maillard en l'ou centenari.
L'amoníac que es produeix i l’augment del pH del medi impedeix el creixement d'altres microorganismes. L’aroma i textura d’aquests aliments recorden a la carn, essent una bona alternativa als productes carnis.

### Propietats beneficioses
En el procés de fermentació alcalina també hi ha associats certs beneficis. Aquests beneficis es troben relacionats amb activitats probiòtiques dels bacteris que fan el procés. Per exemple, Bacillus subtilis té efectes positius ja que té metabòlits i enzims que inhibeixen un sobrecreixement de Escherichia coli, Salmonella o Staphylococcus aureus.

## Aliments
La tradició de fer la fermentació alcalina per obtenir aliments es troba, sobretot, a l'Àsia i a l'Àfrica.
- Dawadawa de l'oest d'Àfrica de les llavors de Parkia biglobosa.
- Thua-nao de la soja.
- Okpehe provinent del Prosopis africana.
- Ugba del Pentaclethra macrophyla.
- Kinema de la soja.
- Natto de la soja.
- Ou centenari de l'ou d'aviram. La particularitat d’aquest procés és que, a diferència d'altres aliments que també pateixen aquest procés, la fermentació del pidan no es deu a la presència de certs microorganismes, sinó que la provoca les condicions bàsiques del medi on es troba.[1]